# Суомисаунди
Суомисаунди (фин. suomisaundi, suomistyge), также известный как суоми-транс, финский транс или спугеделический транс (англ. spugedelic trance) — это музыкальное течение в свободном психоделическом трансе, берущее начало в Финляндии.
Суомитранс выпускается не только в Финляндии, но и в Австралии и Новой Зеландии, где и финский, и австралийский псай-транс имеют свою устойчивую аудиторию. Правда, только сами финны называют свой стиль «суомисаунди», в то время как за рубежом это направление в музыке обычно именуют «свободным пси-трансом» (англ. freeform psy <trance>).

## Особенности
Суоми-транс не знает ограничений, как, например большинство композиций фулл-она. Главной отличительной чертой этого стиля можно назвать отсутствие канонов и правил, за исключением типичного рисунка транса. Другие особенности — мелодичность композиций, частые заимствования из раннего гоа-транса и эйсид-транса. Финский транс полон причудливых семплов и эффектов, хитрых сбивок ударных, речевых семплов на финском или английском языке, а также звуковых эффектов в стиле видеоигр 1980-х годов. В композициях или в их названиях присутствует юмор и ирония, часто ирония над собой. Некоторые даже называют композиторов суоми-стиля анархистами или «панками в мире транса», поскольку композиции суомисаунди выделяются на фоне более «мейнстримового» европейского и израильского псай-транса и выглядят более прогрессивными.
Финский эйсид-, гоа- и пси-транс выпускается в Финляндии с начала 1990-х, с первых лет становления эйсид-/гоа-трансовой культуры. Суомисаунди изначально образовался из-за неистовой ненависти к Tuubi, термину, которым обозначалось все, что не считалось суомисаунди. В Финляндии множество музыкантов, работающих в стиле суоми-транса, нескоторые из них GAD, Squaremeat, Texas Faggott, Pelinpala, Haltya, Kiwa и EvsY.
GAD выпустили свой альбом «Apollo 3D» в 1996 на лейбле Exogenic Records, который может считаться самым первым альбомом суоми-стиля когда либо изданным.
Texas Faggott и их одноимённый дебютный альбом, вышедший в 1999 году на австралийском лейбле Psy-Harmonics, признаны одной из реликвий раннего суоми-саунда, характеризуемого более странным звучанием.
Pelinpala выпустили свой альбом «My CD has landed on the nextdoor neighbours dog» в октябре 1999 года на студии Demon Tea recordings в Австралии. Их альбом явил собой смесь наивысшей психоделии и считается одним из классических альбомов суоми-саунда. Pelinpala позднее участвовали в другом признанном финском психоделическом олдскул-проекте Haltya,
которые издали 3 альбома «Forest Flavor», «Electric Help Elves» и «Book of Nature» и много других работ в своем уникальном стиле «funky forest sound» (букв. лесной фанк). Haltya признаны одними из основателей направления псай (psy) благодаря своему особому подходу к музыке. Они одни из наиболее востребованных финских музыкантов за рубежом, выступающих вживую.

## 2000-е
С 2000 мировой интерес к финскому трансу возрос и многие финские группы выступают за рубежом. Тем не менее, за пределами Финляндии суоми-стиль до сих пор воспринимается как некая диковинка. Наиболее многочисленная аудитория суомисаунди помимо Финляндии находится в России, на Украине, в Израиле, Японии и Австралии. Японский лейбл 6-Dimension Soundz почти полностью занимается релизами суоми-транса.

## Представители
- Aavepyora
- Anima Animus
- Bechamel Boyz
- Calamar Audio
- Club Kooma
- Digital Beat
- Eraser vs Yöjalka
- Exuus
- Flying Scorpions
- G.A.D
- Huopatossu Mononen
- Igor Swamp
- I.L.O.
- James Reipas
- Haltya
- Kiwa (band)
- Kirna
- Lemon Slide
- Lightaman Jr.
- Luomuhappo
- Mandalavandalz
- Masatronics
- Mindex
- Mullet Mohawk
- NBR
- Psyneoprene
- Okta
- Omituisten Otusten Kerho
- Outolintu
- Pavel Svimba
- Pelinpala
- Pentti Slayer
- Poly 61
- Puoskari
- Salakavala
- Sienis
- Shiwa 2000
- Squaremeat
- Summamutikka
- Tea Chairs
- Tekniset
- Texas Faggott
- Torakka
- Troll Scientists
- Tutankhamon 9000
- Vihtahousu
- Vishnudata
- Ukkonoa
- Scooter Baba
- DDA